# Аврора (кинотеатр, Краснодар)
Кинотеа́тр «Авро́ра» — широкоформатный кинотеатр в Краснодаре, объект культурного наследия регионального значения.

## История
Здание кинотеатра сдано в эксплуатацию 13 мая 1967 года. Автором проекта стал сочинский проектный институт «Гипрокоммунстрой», а главным архитектором — Евгений Александрович Сердюков.
Первый сеанс в кинотеатре состоялся 14 мая 1967 года, был показан фильм под названием «Залп Авроры».
В 1981 году решением Крайисполкома № 540 кинотеатр «Аврора» был признан памятником архитектуры.
В 2000-х годах была проведена реконструкция кинотеатра, заменена проекционная и звуковая аппаратура, проведён ремонт интерьеров и замена кресел в зрительных залах.
В ноябре 2009 года в большом зале был установлен цифровой проектор, что дало возможность демонстрации фильмов в форматах 2D и 3D.
В сентябре 2010 года малый зал кинотеатра был полностью перестроен. Количество кресел уменьшено в целях повышения комфортности зала. Полностью заменено оборудование: установлен цифровой проектор с возможностью показа фильмов в форматах 2D и 3D, установлены новые анатомические кресла, после замены размер экрана стал значительно больше.
С 29 января 2015 года кинотеатр закрыт на реконструкцию, которая должна была продлиться до середины 2016 года, однако кинотеатр до сих пор закрыт и реконструкция приостановлена из-за отсутствия финансов. В ходе ремонта отреставрировали фасад кинотеатра и скульптуру Авроры, которые вместе составляют единый архитектурный комплекс, однако к внутренней отделке кинотеатра так и не приступили.
Архитектурное решение кинотеатра было уникальным для своего времени. Проектом изначально был предусмотрен сквозной просмотр всех помещений нижнего этажа здания. Козырёк здания изготовлен из двутавровых балок (металлических конфигураций подвесного потолка) шириной 140 см х 83 м длины. Южная (фасад) и боковые стороны изготовлены из витринных стёкол различных размеров, а с северной стороны вмонтирована высоковольтная подстанция. Со стороны фасада здания расположены фонтаны и скульптура «Аврора», которая в 1975 году решением Крайисполкома № 63 была признана памятником искусства.
Кинотеатр оснащён двумя киноаппаратными и машинным отделением, служебные помещения располагаются на 2-м и 3-м этажах.
В козырьке кинотеатра на высоте 16 метров расположена вытяжная система кондиционирования и вентиляции воздуха. Уклон зрительного зала охватывает этажи со 2-го по 4-й включительно.
Кинотеатр имеет 2 кинозала:
- большой — 780  мест
- малый — 80 мест

## Планы перестройки кинотеатра
В 2007 году в прессе появились сообщения о том, что на месте кинотеатра планируется построить многоцелевой торгово-административный комплекс в виде Эйфелевой башни. По мнению некоторых специалистов в области архитектуры, новое здание (планировавшаяся высота около 190 м) никак не вписывалось в облик исторического центра города. В 2008 году был объявлен конкурс на проведение строительных работ, однако в 2009 году руководство края и города отказалось от планов по перестройке кинотеатра и заявило о том, что будет произведён только ремонт здания.
На ремонт здание закрыли в 2015 году, но вскоре программу реконструкции свернули, и, не успев начаться, ремонт закончился. 
Летом 2017 года губернатор Краснодарского края Вениамин Кондратьев на пленарном заседании заявил, что за реконструкцию кинотеатра Аврора возьмётся предприниматель Сергей Галицкий. В мае 2018 года команда Галицкого взялась за разработку проекта по реконструкции кинотеатра, но из-за множества бюрократических процедур так и не смогли начать работу по проекту, и в начале 2019 года Сергей Галицкий заявил, что к подготовке проекта приступят после передачи здания в управление.
Постановлением администрации города Краснодара кинотеатр «Аврора» был включён в перечень объектов, в отношении которых на 2019 год запланировано заключение концессионных соглашений. Администрация города и компания Галицкого «Инвестстрой» заключили концессионное соглашение о восстановлении «Авроры», которое оценили в 2,8 млрд рублей, и запланировали завершить его к концу 2024 года. 28 сентября 2020 года проект Галицкого был объявлен победителем премии в сфере инфраструктуры «РОСИНФРА» в номинации «Лучший проект государственно-частного партнерства в сфере культуры и досуга».

## Галерея

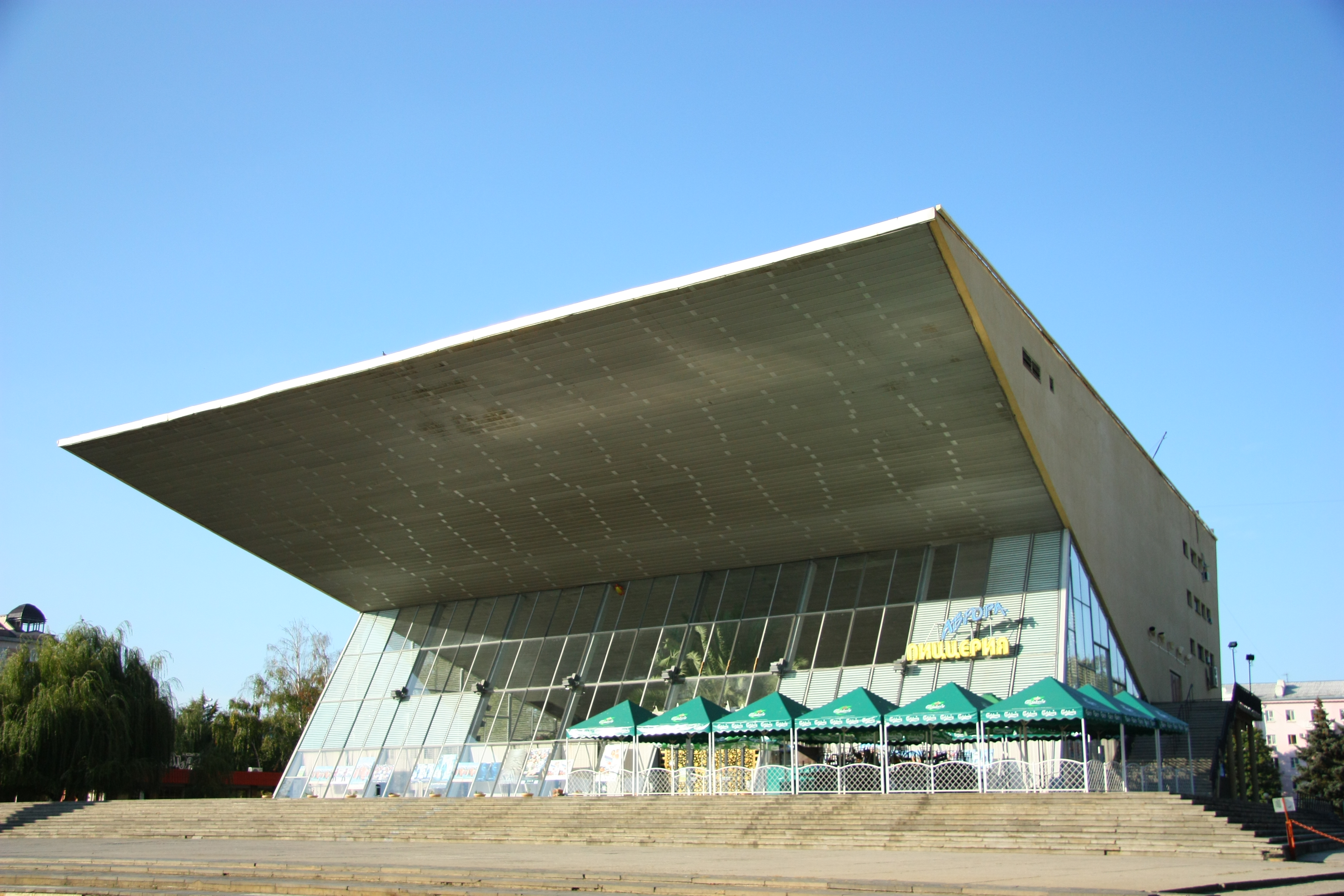
Кинотеатр «Аврора» до реконструкции.
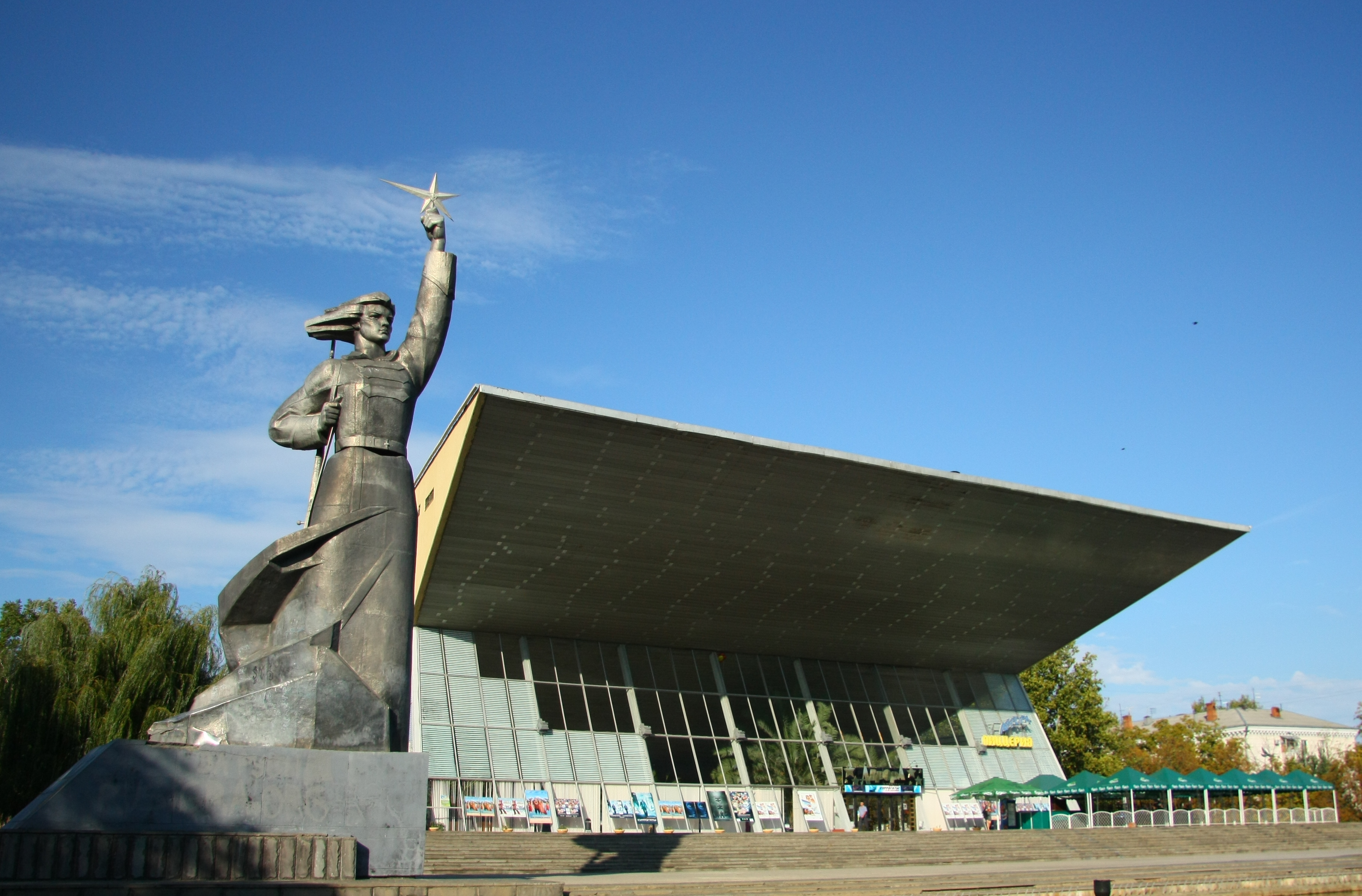
Кинотеатр «Аврора» до реконструкции.
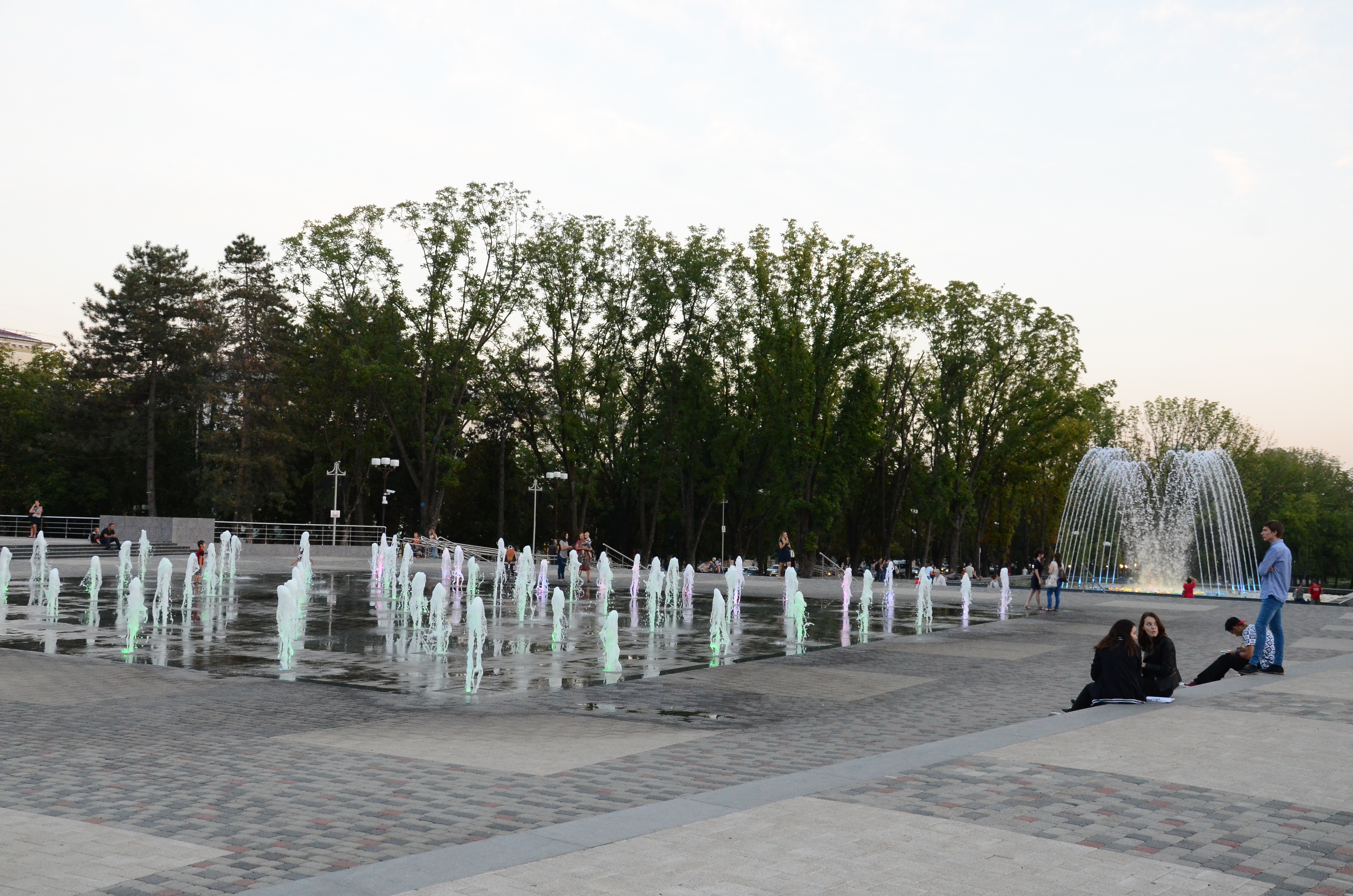
Новый Александровский бульвар и фонтан, открытые в 2015 году перед кинотеатром.
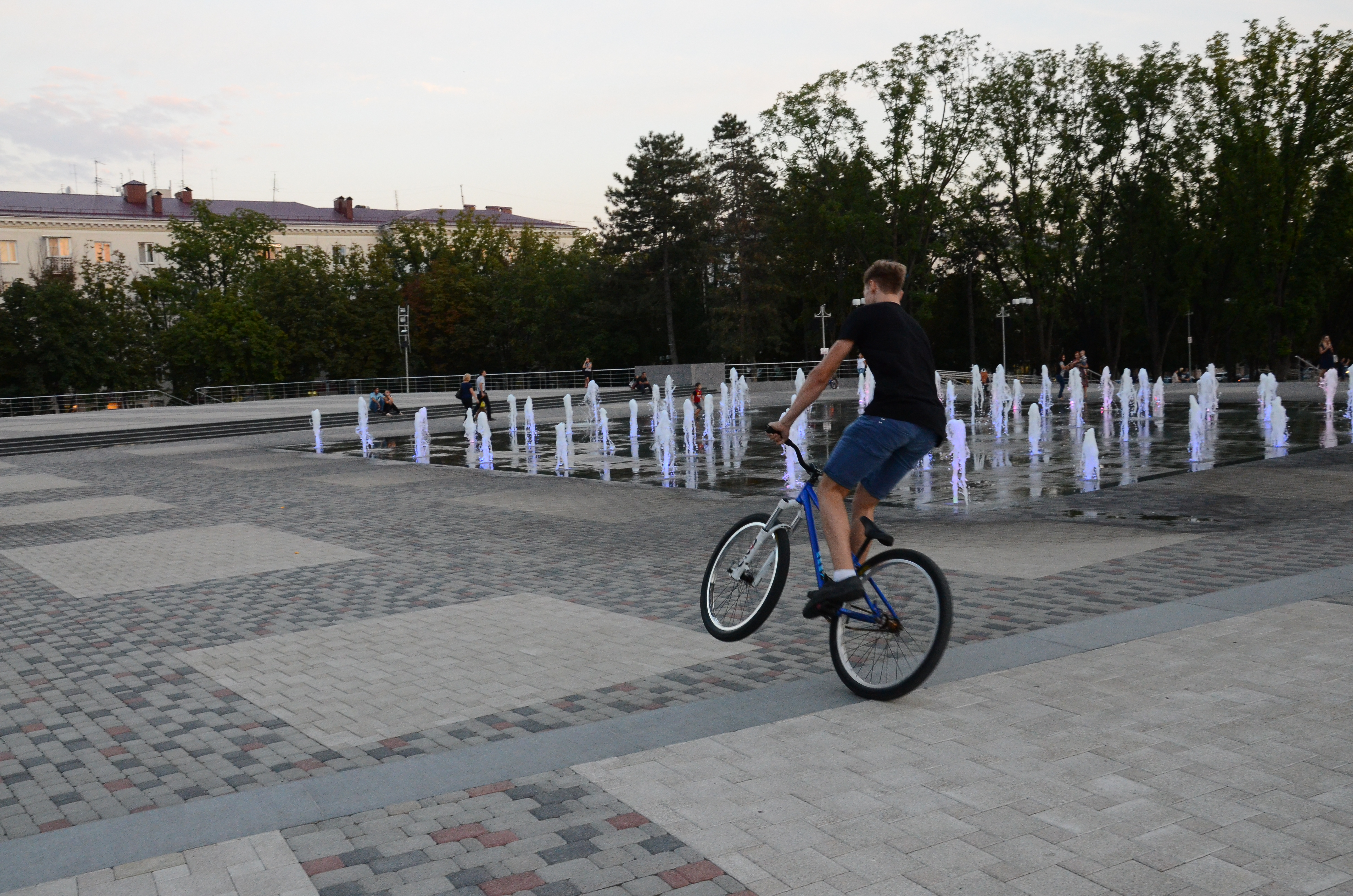
Фонтаны.
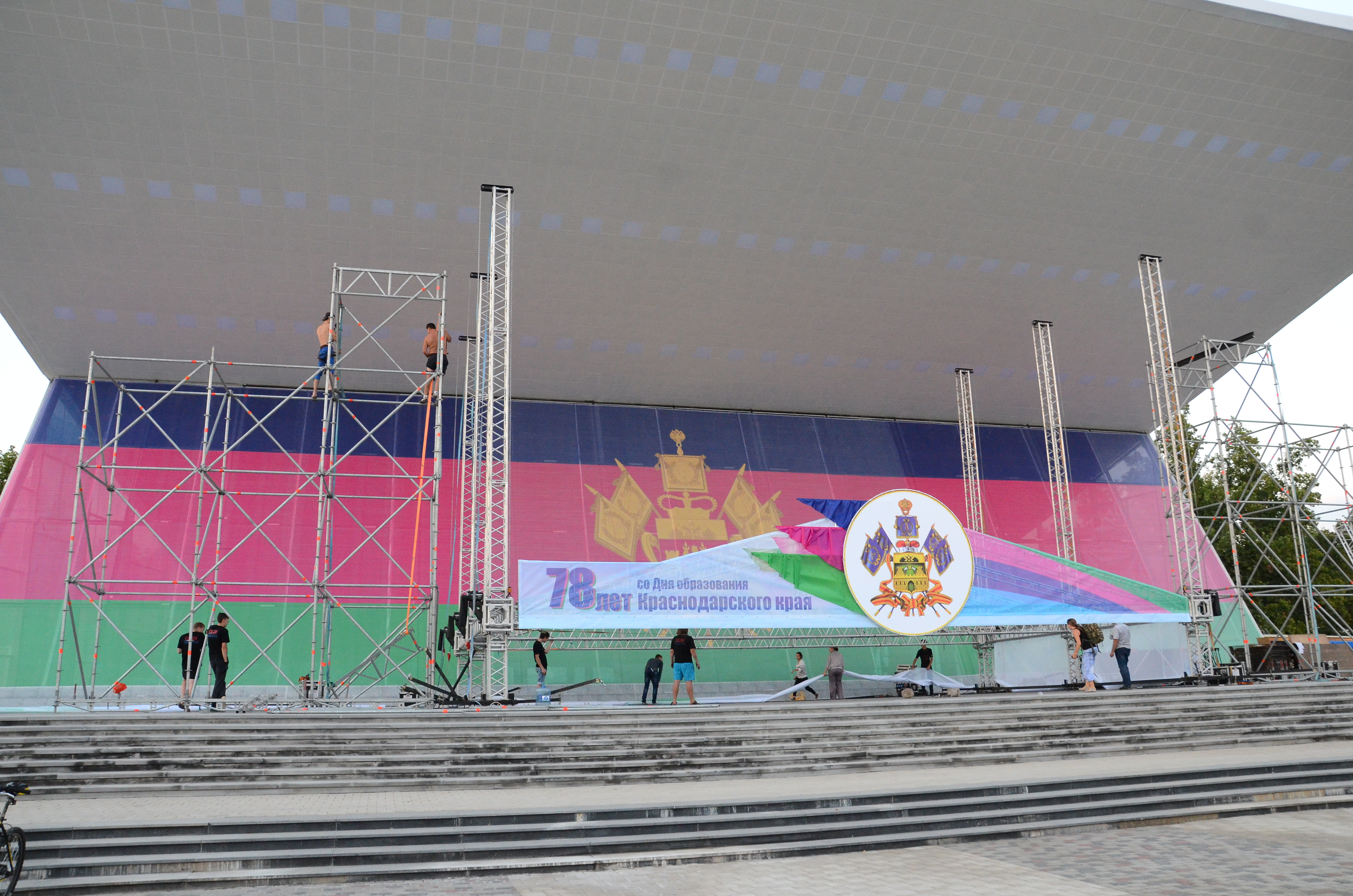
Подготовка к концерту, посвящённому 78-летию образования Краснодарского края.
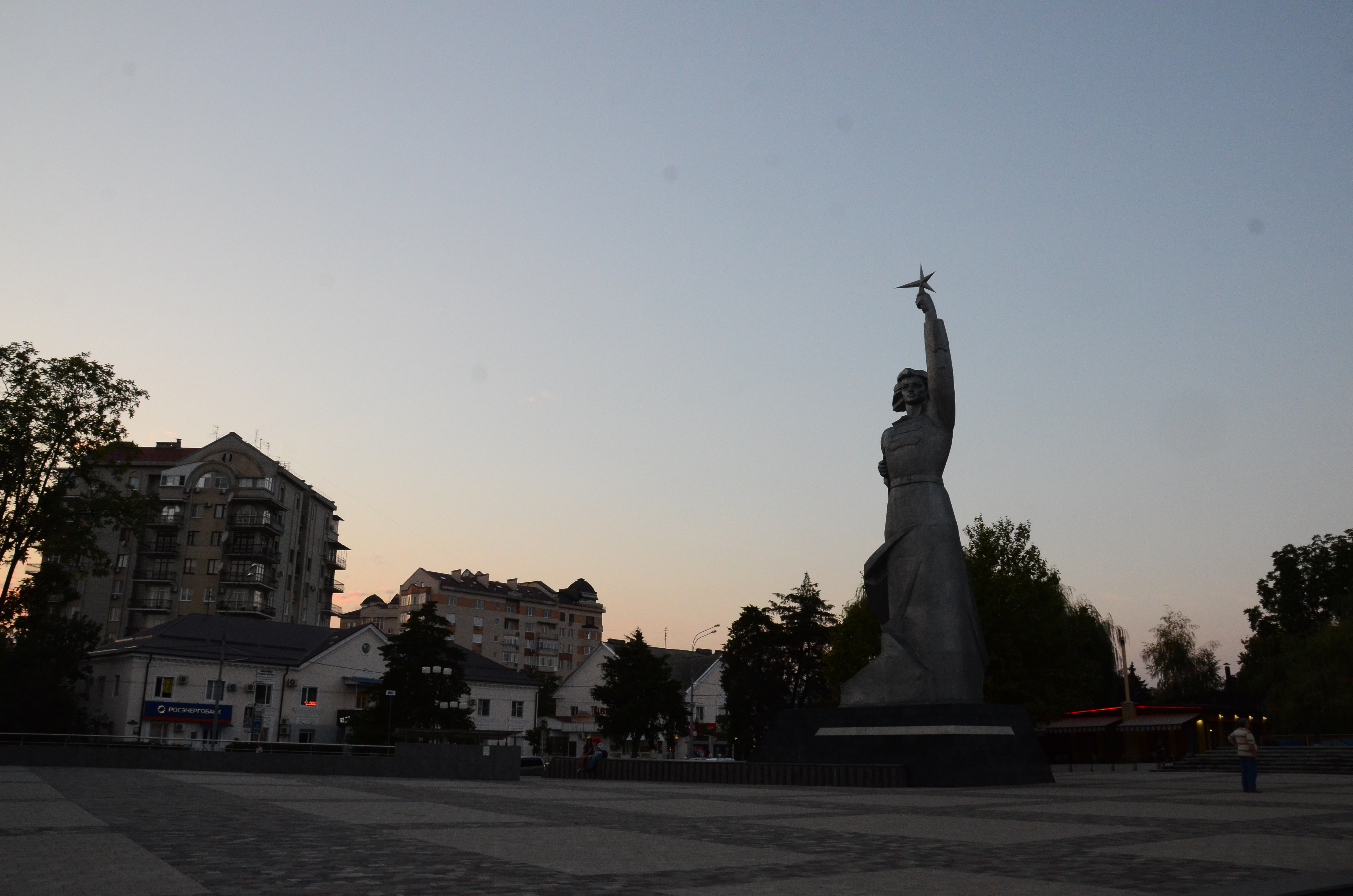
Монумент «Аврора» перед реконструкцией.